# Краузе, Петра
Петра Краузе (нем. Petra Krause; 19 февраля 1939, Берлин — 2 апреля 2025, Милан) — немецко-итальянская революционерка еврейского происхождения, организатор логистической поддержки таких подпольных леворадикальных организаций, как Фракция Красной Армии и Красные бригады.

## Биография
Родилась в еврейской семье и вместе с матерью была депортирована в концентрационный лагерь Освенцим, где подвергалась жестокому обращению. Все члены семьи Краузе погибли.
После войны жила в приёмной семье в тогдашней «Восточной зоне», которая затем перебралась на Запад. В 1957 году, выйдя замуж за итальянского врача, стала гражданкой Италии, однако вскоре после рождения сына и развода с мужем, вернулась в ФРГ. Начала сотрудничать в журнале «Konkret».
В 1975 году арестована в Цюрихе. Её обвинили в поджоге Face Standard в Милане (ответственность взяла на себя организация Nuclei Armati Proletari) и в контрабанде противотанковых мин из Швейцарии в Италию. На суде её защищал адвокат Бернар Рамбер из Rechtsauskunft Anwaltskollektiv. По первому эпизоду её оправдали, по второму приговорили к 6,5 годам лишения свободы. В 1977 году Краузе экстрадировали в Италию.
В 1981 году заочно приговорена Высшим судом кантона Цюрих, однако в выдаче её Швейцарии было отказано, так как судебный процесс проходил на фоне «Немецкой осени» и вызвал значительные споры по поводу условий содержания под стражей.
Обвинялась (беспочвенно) в соучастии в убийстве юриста Массимо Д’Антоны «Новыми красными бригадами».
О смерти Краузе в возрасте 86 лет было объявлено 2 апреля 2025 года.